# Peter von Tyrus
Peter von Tyrus († 1. März 1164) war Erzbischof von Tyrus.
Vor seiner Ernennung zum Erzbischof war er Prior des Heiligen Grabes in Jerusalem. Seine Herkunft ist unklar. Wilhelm von Tyrus nennt ihn „aus Barcelona gebürtig“, diese Information gilt inzwischen als widerlegt. Da Wilhelm Peter persönlich kannte, wird aber vermutet, dass Peter zumindest aus Spanien stammte.
1146 legte der Erzbischof von Tyrus, Fulko, sein Amt nieder, weil er zum Patriarchen von Jerusalem gewählt worden war. Bei der Wahl eines Nachfolgers entstand ein Streit. Der Kandidat, der von König Balduin III. von Jerusalem, Königin Melisende und dem königlichen Hof bevorzugt wurde, war Radulf, der Kanzler des Königreichs. Der Klerus lehnte diesen aber ab, weil er ihnen zu weltlich war. Mit der Gewalt des Königs wurde Radulf als Erzbischof von Tyrus in Amt und Güter eingesetzt. Der Klerus legte Appellation gegen die Wahl ein und erreichte schließlich, dass Papst Eugen III. die Wahl 1148 für ungültig erklärte. 1148 wurde, nun einvernehmlich, Peter zum Erzbischof gewählt. Kanzler Radulf wurde 1156 Bischof von Bethlehem.
1153 nahm er als Führer eines wesentlichen Kontingentes an der erfolgreichen Belagerung von Askalon teil.
1155 begleitete er zusammen mit dem Erzbischof von Caesarea und zahlreichen Suffraganbischöfen den Patriarchen Fulko nach Rom, um sich bei Papst Hadrian IV. über den aufstrebenden Hospitaliterorden zu beklagen, der zahlreiche Privilegien für sich beanspruchte. Die Reise verlief erfolglos.
Am 14. Juni 1158 beteiligte er sich an einer siegreichen Schlacht gegen Nur ad-Din, bei der er die Reliquie des Heiligen Kreuzes mitführte.
1162 war er bei der Krönung Amalrich I. von Jerusalem anwesend.
Er starb am 1. März 1164. Noch im selben Monat wurde Bischof Friedrich von Akkon zu seinem Nachfolger als Erzbischof von Tyrus gewählt.